# Некауба
Некауба — давньоєгипетський фараон з XXVI династії, який правив у Саїсі.